# Lavalette, Haute-Garonne
 Lavalette  là một xã thuộc tỉnh Haute-Garonne trong vùng Occitanie tây nam nước Pháp. Xã này nằm ở khu vực có độ cao trung bình 221 mét trên mực nước biển.

## Di tích.

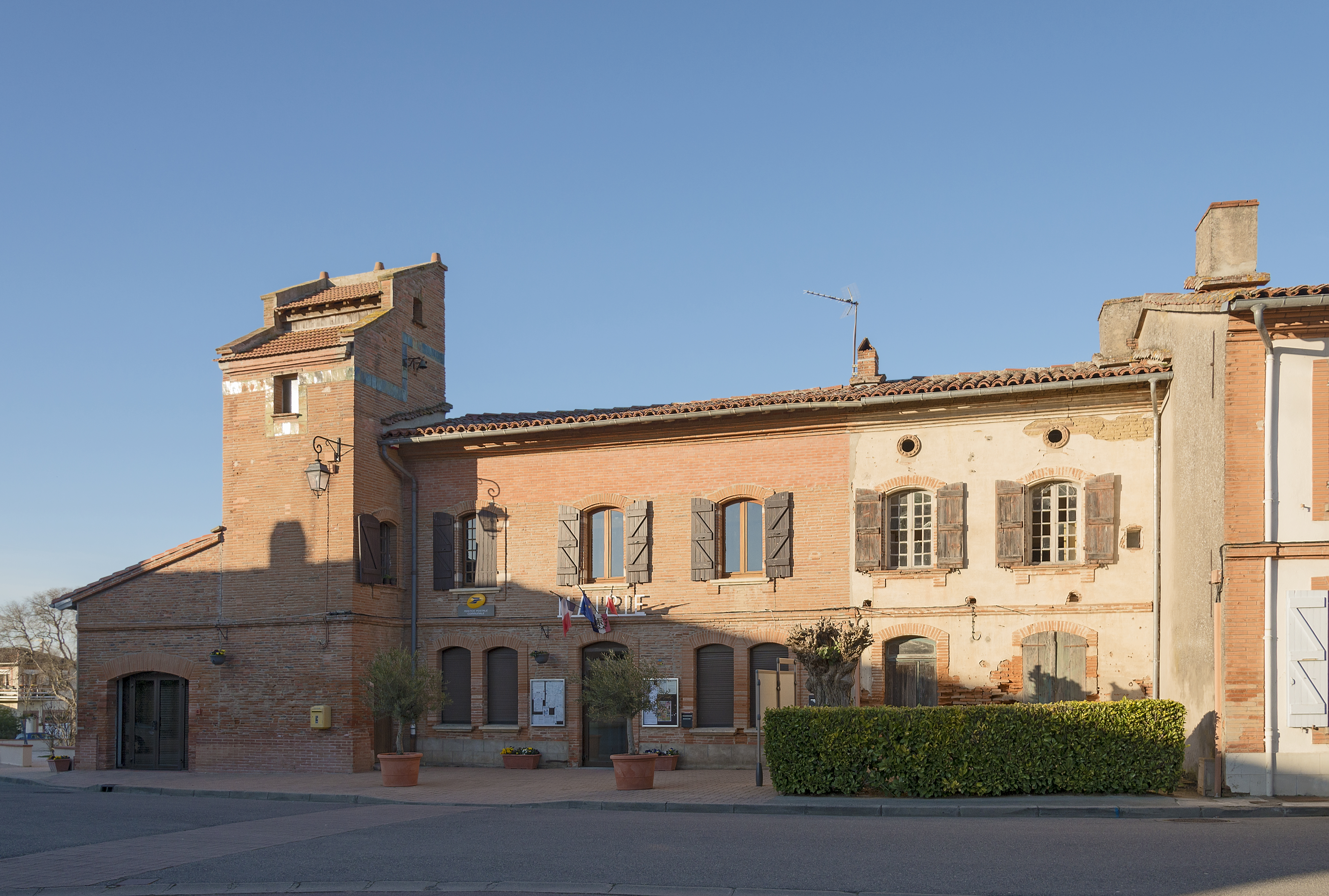
Tòa thị chính.
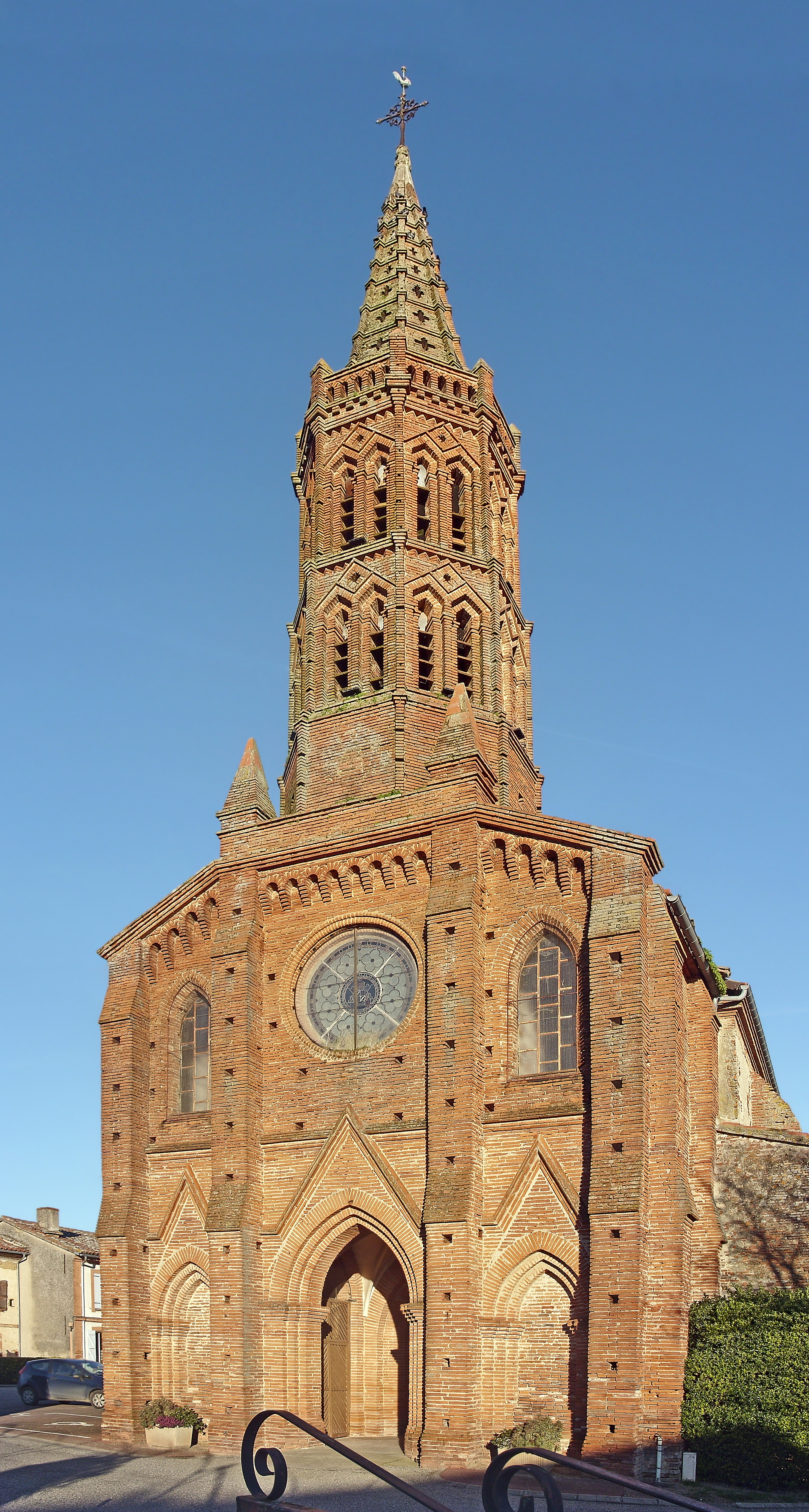
Nhà thờ Saint-Laurent
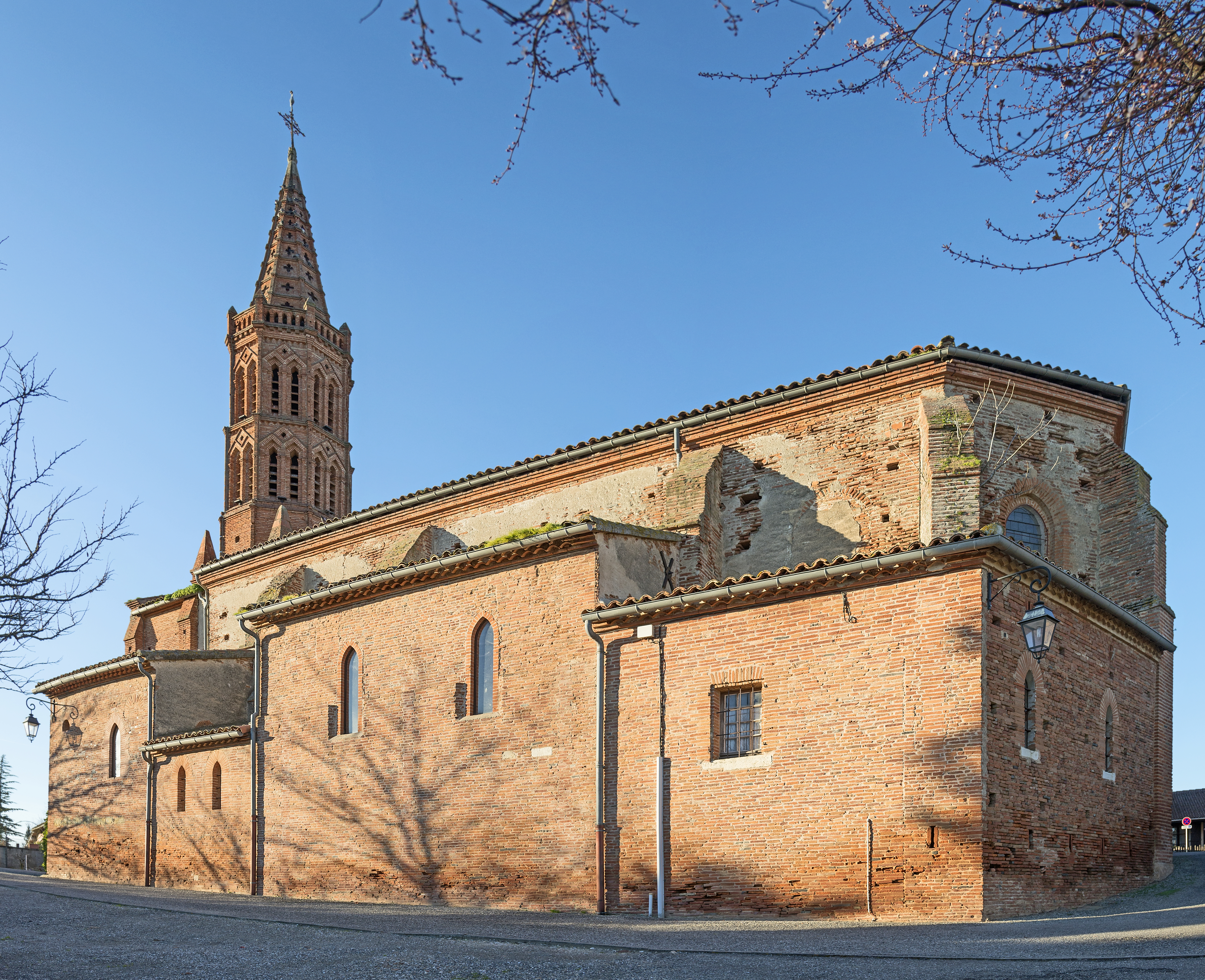
Nhà thờ Saint-Laurent
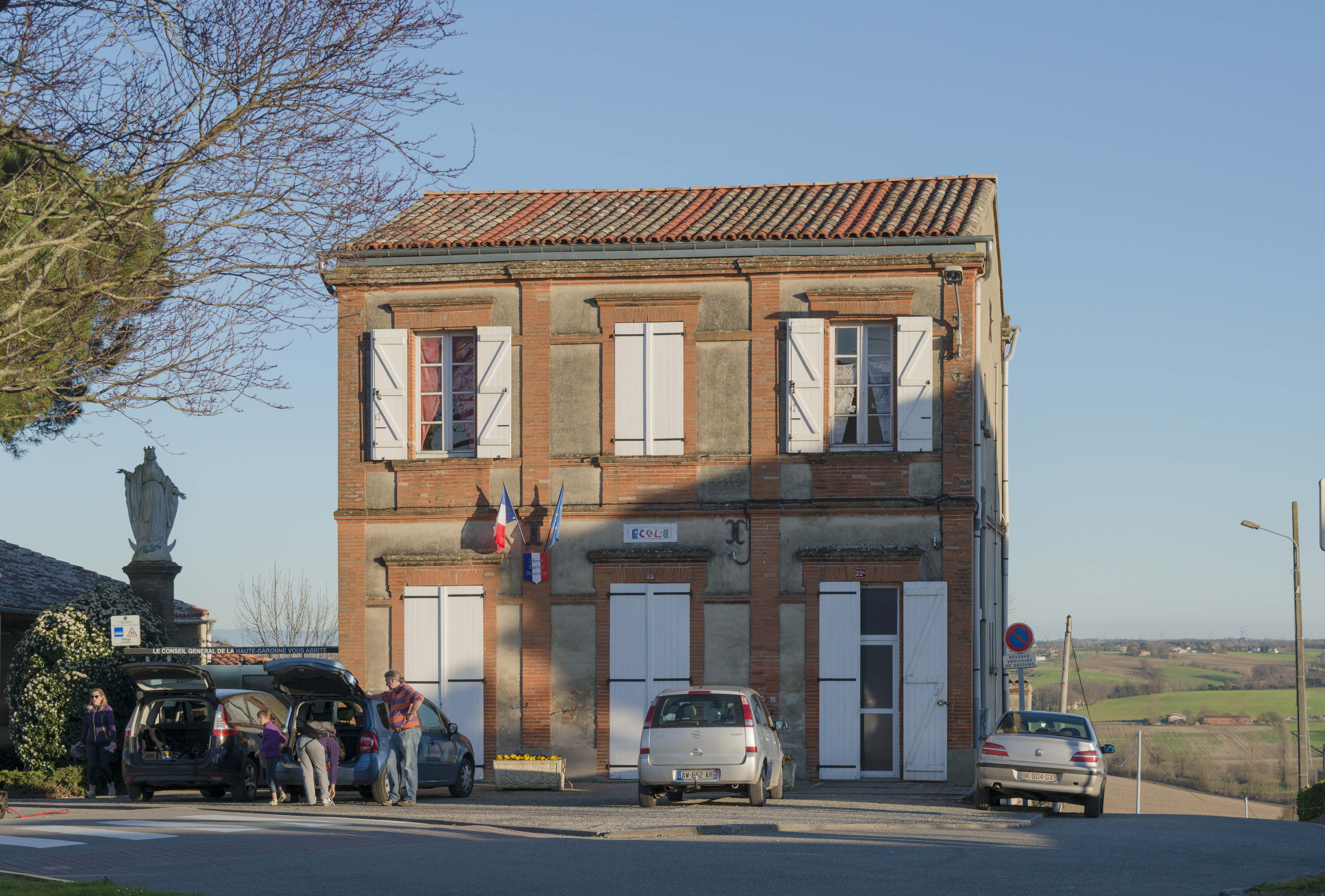
Trường